# Денизкьошклер
„Денизкьошклер“ (на турски: Denizköşkler) е квартал на Истанбул, разположен в околия Авджълар. Общата му площ е 1,7 км2. Според данни на Адресната система за регистриране на населението (ABPRS) към 2023 г. населението на „Денизкьошклер“ е 40 179 жители.